# درون‌داد
درون‌داد یا ورودی (به انگلیسی: input) آن چیزی است که به‌نحوی وارد سیستم می‌شود و سبب تحرک سیستم می‌شود.
به سخنی دیگر، مجموعه امکانات و منابع مورد نیاز برای اجرای یک فرایند را درون‌داد یا ورودی سیستم می‌نامند.
اصطلاحات درون‌داد و برون‌داد بر آن چیزی اشاره دارد که به وسیله، فرایند یا سامانه‌ای وارد یا از آن خارج می‌شود.
برای نمونه اگر سامانه، یک آزمون باشد پاسخ‌های داده‌شده درون‌داد و نمره امتحان برون‌داد است.
به شیوه‌ای آرمانی، برون‌داد فقط به درون‌داد بستگی دارد و به این‌که برون‌داد چه‌گونه اندازه‌گیری می‌شود با به کار می‌رود.
در دانش رایانه، اطلاعات وارد شده به رایانه یا برنامه‌ای برای پردازش این داده‌ها را درون‌داد یا ورودی می‌گویند. این اطلاعات از طریق صفحه‌کلید یا پرونده‌های ذخیره‌شده بر روی دیسک وارد برنامه رایانه می‌شود.

## گونه‌ها
درون‌داد در سازمان‌ها به نوع اصلی و پشتیبانی بخش می‌شود.
- درون‌داد اصلی

درون‌داد برای اجرای وظیفه اصلی یک سازمان را درون‌داد اصلی می‌نامند.
- درون‌داد پشتیبانی

یک فرایند معمولاً برای اجرای مطلوب نیازمند یک رشته لوازم، تجهیزات یا منابع (دروندادهای پشتیبانی) می‌باشد. درون‌داد پشتیبانی، از آغاز تا پایان فرایند کار می‌تواند مورد استفاده قرار بگیرد.